# Nagy Ferenc (biológus)
Nagy Ferenc (Szatmárnémeti, 1915. május 30. – Kolozsvár, 1976. július 1.)  biológus, biológiai szakíró, egyetemi oktató, a biológia tudományok doktora.

## Életútja
Középiskoláit 1932-ben kolozsvári Unitárius Kollégiumban végezte, természetrajz-tanári diplomát 1936-ban az I. Ferdinánd Egyetemen szerzett. 1964-ben a Babeș–Bolyai Tudományegyetemen nyerte el a biológiai tudományok doktora címet.
1936 és 1940 között Nagyenyeden volt gimnáziumi tanár, 1940-től 1945-ig Máramarosszigeten. 1959-ig a Bolyai Tudományegyetemen, 1960 és 1975 között, nyugalomba vonulásáig a Babeș-Bolyai Tudományegyetemen a sejttan és növényszerkezettan tanára volt.
Kiváló pedagógus, vonzó előadó, nagyszerű fényképész, szakavatott mikroszkopizáló és mikrofotós.

## Munkássága
Az Állami Tanügyi és Pedagógiai Könyvkiadó külső munkatársaként 1950 és 1964 között több középiskolai és egyetemi tankönyv szakmai ellenőrzését végezte el. Monografikusan dolgozta fel egyes erdélyi szilvafajok és -fajták (Prunoidae) fájának szerkezetét (xilotómiáját); ez a munkája kéziratban maradt. Önálló könyve a Növénymorfológia című egyetemi tankönyv (Kolozsvár, 1959). Szerzője, illetve társszerzője volt több, idegen nyelven megjelent tudományos munkának (Studia Universitatum Babeș et Bolyai, ser. Biologica; Studii și Cercetări de Biologie, Academia Română, ser. Biologie; Contribuții Botanice, Cluj).